# 九龍塘站 (香港)
九龍塘站（英語：Kowloon Tong Station）位於香港九龍九龍城區與深水埗區交界九龍塘多福道、添福道及沙福道之間，又一村及又一城東面，是港鐵東鐵綫與觀塘綫的鐵路車站，也是轉車站。
由於兩鐵合併，九廣鐵路公司將原屬九廣東鐵（現稱東鐵綫）的九龍塘站部分租予港鐵公司，2007年12月2日起港鐵將兩站合併為同一個車站管理。

## 車站構造
九龍塘站的觀塘綫月台是地下車站，東鐵綫月台是地面車站，一共設有3層，地面層是東鐵綫月台以及幾個地面出口所在地，L1層的東鐵綫大堂設有南北兩個車站大堂，分別以兩條通道連接至觀塘綫大堂，L2層是觀塘綫月台。

### 樓層
| －                | 行人天橋        | 行人天橋往返G1、G2出口／真光里、H出口及又一城LG1層 |   |  |
| G／P              | H出口           | 客務中心、商店 |   |  |
| G／P              | 東鐵綫月台      | \| H出口 \| \| \| \| \| \| 側式 · 開左邊车门 \| \| \| \| \| \| \| \| 東鐵綫往羅湖及落馬洲（大圍） \| 1 \| \| \| \| 2 \| 東鐵綫往金鐘（旺角東） \| \| \| \| 側式 · 開左邊车门 \| \| \| \| \| \| G1、G2出口 \| \| \| \| \| |   |  |
| G／P              | G1、G2出口      | 客務中心、商店 |   |  |
| G／P              | 地面            | D、F出口 |   |  |
| L1／C             | 東鐵綫 北面大堂 | 通道連接觀塘綫大堂、客務中心、商店、自助服務、洗手間 |   |  |
| B                 | 東鐵綫 南面大堂 | 付費區通道連接觀塘綫大堂、客務中心、商店、自助服務 |   |  |
| H出口             |                 | |   |  |
| 側式 · 開左邊车门 |                 | |   |  |
|                   |                 | 東鐵綫往羅湖及落馬洲（大圍） | 1 |  |
|                   | 2               | 東鐵綫往金鐘（旺角東） |   |  |
| 側式 · 開左邊车门 |                 | |   |  |
| G1、G2出口        |                 | |   |  |

| H出口             |   |                              |   |  |
| 側式 · 開左邊车门 |   |                              |   |  |
|                   |   | 東鐵綫往羅湖及落馬洲（大圍） | 1 |  |
|                   | 2 | 東鐵綫往金鐘（旺角東）       |   |  |
| 側式 · 開左邊车门 |   |                              |   |  |
| G1、G2出口        |   |                              |   |  |

| U1                | E出口平台  | 教育局九龍塘教育服務中心                                                                                                  |   |  |
| G                 | 地面       | A－B、C1、E出口 |   |  |
| L1                | 觀塘綫大堂 | C2出口、通道連接東鐵綫大堂、客務中心、商店、自助設施、數碼服務站、iCentre、還書箱、郵箱                                   |   |  |
| L2                | 觀塘綫月台 | \| \| \| 觀塘綫往調景嶺（樂富） \| 1 \| \| \| 島式 · 開右邊车门 \| \| \| \| \| \| \| 2 \| 觀塘綫往黃埔（石硤尾） \| \| \| |   |  |
|                   |            | 觀塘綫往調景嶺（樂富） | 1 |  |
| 島式 · 開右邊车门 |            | |   |  |
|                   | 2          | 觀塘綫往黃埔（石硤尾） |   |  |

|                   |   | 觀塘綫往調景嶺（樂富） | 1 |  |
| 島式 · 開右邊车门 |   |                        |   |  |
|                   | 2 | 觀塘綫往黃埔（石硤尾） |   |  |

### 大堂及商店
九龍塘站共設有3個地底大堂，其中南面大堂及北面大堂均為東鐵綫大堂，兩者均設有轉乘通道連接位於沙福道地底的觀塘綫大堂。
九龍塘站提供便利店、麵包糕餅店及銀行等商店，以及自動櫃員機、自動售賣機、自動照相機等自助服務設施，主要分佈在觀塘綫大堂、東鐵綫南、北面大堂的付費區內，同時亦有數間商店設於東鐵綫月台旁的G、H出口。觀塘綫大堂內亦設有香港郵政郵箱、「iCentre」免費上網服務設施以及港鐵「會員服務站」。
- 觀塘綫大堂（2023年4月）
- 東鐵綫北面大堂（2023年4月）
- 東鐵綫南面大堂（2023年4月）
- 觀塘綫大堂通往東鐵綫北面大堂的轉乘通道出入口（2023年4月）
- 東鐵綫南面大堂轉乘通道（2023年4月）

### 月台
- 觀塘綫1、2號月台（2024年10月）
- 東鐵綫1號月台（2024年12月）
- 東鐵綫2號月台（2024年12月）

九龍塘站觀塘綫月台採用一座島式月台排列，兩個月台均已裝設月台幕門；而東鐵綫則設有兩個已裝設月台閘門的側式月台。乘客往返兩條路綫的月台時須途經車站大堂及轉乘通道。
而東鐵綫月台更提供了兩個直通站外的出入口（當中H出口連接東鐵綫1號月台；而G出口則連接東鐵綫2號月台），而該兩個出入口非付費區亦設有售票機及客務中心。
另外，該站東鐵綫月台為三個設有「空隙黑點」提示的車站月台之一（另外兩個是大學站及旺角東站），由於兩個月台均在急彎之上，加上車站的客流量甚高，因此乘客較易在車站東鐵綫月台發生墜軌意外。

### 出入口
九龍塘站設有11個出入口，分布於觀塘綫大堂、東鐵綫南、北面大堂以及東鐵綫兩個月台。
|                                                         |                                | |      |
|                                                         |                                | |      |
| 編號                                                    | 指示                           | 建議前往的目的地 | 圖片 |
| 觀塘綫大堂                                              |                                | |      |
| 出口 · A · 1                                            | 浸會醫院                       | 沙福道 |      |
| 出口 · A · 2                                            | 浸會醫院                       | 大學會堂、香港浸信會醫院、香港浸會大學、聯合道、根德園幼稚園、展亮技能發展中心、天主教聖若望英文書院、添福道、窩打老道、耀中語藝教育中心、耀中國際學校（幼兒園／幼稚園） |      |
| 出口 · B · 盲道标志                                     | 沙福道                         | 佛教慈濟香港分會、中國神學研究院、啟思幼稚園、地利亞加拿大學校（九龍）、德雲道、根德道、九龍真光中學、九龍真光中學（小學部）、森麻實道、沙福道、耶穌基督後期聖徒教會、、英藝幼稚園 |      |
| 出口 · C · 1                                            | 又一城                         | HK Tech Lodge、商界環保協會、陳樹渠紀念中學、歌和老街公園、室內空氣質素資訊中心、香島中學、香港生產力促進局、創新中心、九龍禮賢學校、瑪利諾神父教會學校、聖母玫瑰書院、又一居、德雅小學、德雅中學、又一村花園 |      |
| 出口 · C · 2 · 升降机标志 · 扶手电梯标志                | 又一城                         | HK Tech Lodge、香港城市大學、又一城、畢架山峰、信義中英文幼稚園、又一居道、九龍塘（又一城）公共運輸交匯處、大坑東道、達之路、桃源街遊樂場 |      |
| 出口 · E · 盲道标志 · 升降机标志                        | 教育局九龍塘教育服務中心       | 香港澳洲國際學校、九龍塘宣道小學、美國國際學校、浸會大學道校園、何明華會督銀禧中學、啟思小學暨幼稚園、拔萃小學、教育局教育服務中心、嘉諾撒聖家學校（九龍塘）、香港浸信會醫院、香港浸會大學善衡校園、香港浸會大學逸夫校園、香港創價幼稚園、賽馬會官立中學、聯合道公園、京斯敦國際學校、九龍塘官立小學、真光小學、九龍仔公園、喇沙書院、九龍塘（沙福道）公共運輸交匯處、禮賢會彭學高紀念中學、國際英文幼稚園、聖若望英文書院、施德福英文幼稚園、新德園、中華基督教會基華小學（九龍塘）、添福道、東華三院黃笏南中學、展亮技能發展中心 |      |
| 往九龍塘教育服務中心                                    | 教育局九龍塘教育服務中心       | 香港澳洲國際學校、九龍塘宣道小學、美國國際學校、浸會大學道校園、何明華會督銀禧中學、啟思小學暨幼稚園、拔萃小學、教育局教育服務中心、嘉諾撒聖家學校（九龍塘）、香港浸信會醫院、香港浸會大學善衡校園、香港浸會大學逸夫校園、香港創價幼稚園、賽馬會官立中學、聯合道公園、京斯敦國際學校、九龍塘官立小學、真光小學、九龍仔公園、喇沙書院、九龍塘（沙福道）公共運輸交匯處、禮賢會彭學高紀念中學、國際英文幼稚園、聖若望英文書院、施德福英文幼稚園、新德園、中華基督教會基華小學（九龍塘）、添福道、東華三院黃笏南中學、展亮技能發展中心 |      |
| 東鐵綫南面大堂                                          |                                | |      |
| 出口 · D · 盲道标志 · 升降机标志 · 扶手电梯标志         | 九龍塘 (沙福道) 公共運輸交匯處 | 安菲爾國際幼稚園、啟思幼稚園、九龍塘學校、九龍真光中學（小學部）、省善真堂、 金巴倫英文幼稚園、陶庭酒店、多福道、耀中國際學校（中學）、約克英文小學暨幼稚園、約克國際幼兒園 |      |
| 東鐵綫北面大堂                                          |                                | |      |
| 出口 · F · 升降机标志                                   | 根德道                         | 香港澳洲國際學校、九龍塘宣道小學、美國國際學校、安菲爾國際幼稚園、浸會大學道校園、何明華會督銀禧中學、佛教慈濟香港分會、中國神學研究院、歌和老街兒童遊樂場、啟思小學暨幼稚園、地利亞加拿大學校（九龍）、德雲道、拔萃小學、教育局教育服務中心、嘉諾撒聖家學校（九龍塘）、香港浸信會醫院、香港浸會大學善衡校園、香港浸會大學逸夫校園、香港創價幼稚園、賽馬會官立中學、聯合道公園、根德道、根德道花園、根德園幼稚園、京斯敦國際學校、九龍塘官立小學、九龍塘中小學、九龍真光中學、真光小學、九龍仔公園、喇沙書院、羅福道、禮賢會彭學高紀念中學、省善真堂、森麻實道、國際英文幼稚園、聖若望英文書院、金巴倫英文幼稚園、施德福英文幼稚園、新德園、中華基督教會基華小學（九龍塘）、耶穌基督後期聖徒教會、展亮技能發展中心、陶庭酒店、多福道、東華三院黃笏南中學、耀中國際學校（幼兒園／幼稚園／小學／中學）、約克國際幼稚園幼兒園、英藝幼稚園 |      |
| 東鐵綫2號月台                                           |                                | |      |
| 出口 · G · 1 · 同层                                     | 多福道                         | 安菲爾國際幼稚園、中國神學研究院、德雲道、根德道、羅福道、省善真堂、森麻實道、耶穌基督後期聖徒教會、多福道 |      |
| 出口 · G · 2 · 无障碍通道标志                           | 又一城                         | 香港城市大學、歌和老街公園、又一城、香港生產力促進局、創新中心、九龍塘（又一城）公共運輸交匯處、達之路 |      |
| 東鐵綫1號月台                                           |                                | |      |
| 出口 · H · 同层                                         | 香港生產力促進局               | 商界環保協會、陳樹渠紀念中學、歌和老街公園、室內空氣質素資訊中心、又一城、香島中學、香港生產力促進局、創新中心、九龍禮賢學校、瑪利諾神父教會學校、聖母玫瑰書院、又一居、德雅小學、德雅中學、達之路、又一村花園 |      |
| 註： 設有 \| 設有 \| 設有 \| 設於同一層 \| 設有扶手電梯 |                                | |      |

- G出口，付費區內（2024年12月）
- H出口，非付費區（2024年12月）

### 車站藝術
前地鐵於興建連接九廣東鐵南面轉乘通道時，同步安裝了一幅名為《8乘8》的巨型壁畫，是前地鐵車站藝術建築計劃的項目之一。該幅壁畫由12塊玻璃搪瓷板組成，由香港著名藝術家李秉罡先生以電腦繪畫設計，創作意念源自中國古典書籍《易經》。
|  | 《八乘八》 | 李秉罡（中國） | E出口升降機玻璃幕牆以及南面大堂轉乘通道 | 2003年11月 |

## 利用狀況

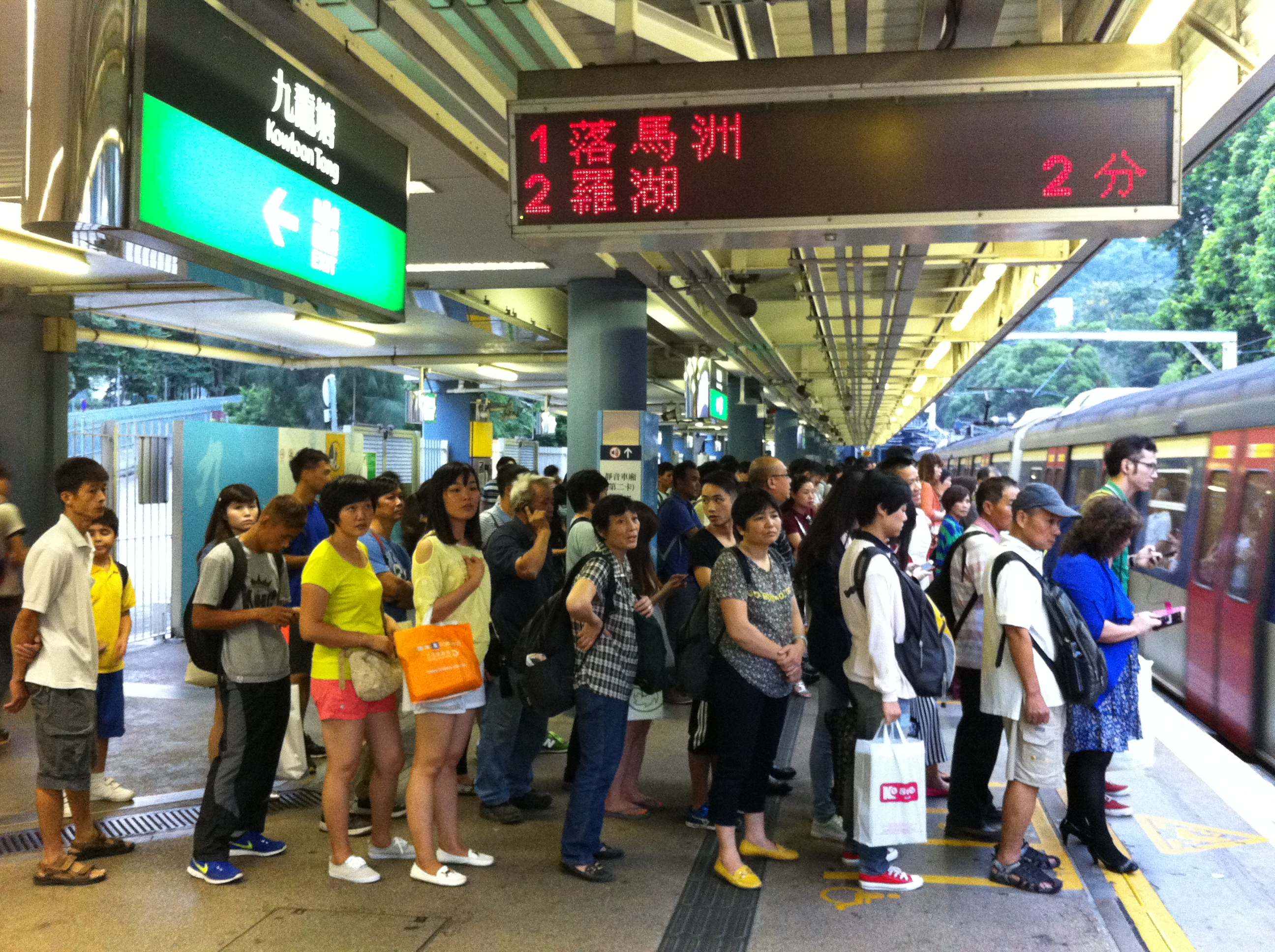
平日下午繁忙時間，有大批乘客排隊等候列車（攝於2013年）

九龍塘站是東鐵綫及觀塘綫的重要轉車站，故此每日由早到晚均有大量乘客經車站轉乘東鐵綫及觀塘綫往返市區及新界，尤其在平日繁忙時間車站月台容易出現嚴重擠擁情況。
自從九廣東鐵尖沙咀支線於2004年10月通車後，九龍塘站的轉乘人流得以分流到尖東站，但由於種種原因，不少乘客仍會選擇繼續使用九龍塘站轉乘東鐵綫。另外前地鐵及九鐵的付費區合併之前，更有市民會取道車站大堂往返窩打老道與又一城，但自港鐵於2008年將兩鐵付費區合併後，往返上述地點的市民須改用路面及行人天橋。九龍南綫於2009年8月通車後，由於尖東站成為了西鐵綫中途站，原本可乘東鐵綫直達尖東站的新界東乘客，須於紅磡站轉乘西鐵綫方可到達尖東站，此一不便使九龍塘站的轉乘人流再次增加。
自從屯馬綫一期在2020年2月投入服務後，乘客可以選擇乘搭屯馬綫一期往返新界東及九龍東，有助分流九龍塘站高企的客流量，但效果只限適用於往返九龍東的乘客，因而車站依舊繁忙。隨著屯馬綫於2021年6月全綫啟用，時任港鐵車務營運總管黃琨暐於同年10月表示已有約3成由新界東北前往市區的乘客改用屯馬綫，認為已經紓緩東鐵綫大圍站至九龍塘站路段的擠迫情況。

## 歷史

### 修正早期系統
前地鐵部分的九龍塘站由日本熊谷組負責興建，而車站亦於1979年8月22日由承建商移交予地下鐵路公司，並於同年10月1日隨修正早期系統（石硤尾至觀塘段）通車而啟用。然而由於當時九廣鐵路（英段）仍未電氣化，故此車站在地鐵通車初期人流較為冷清，當時九龍塘站最大客源就是往返沙田區居民以及在廣播道上班的人。
值得一提，當時的修正早期系統全綫共有15個車站，九龍塘站位於中央，從任何一端起計也是第八個車站，因此當時坊間有不少人愛用「第八站」暗示九龍塘站，並引申至附近的時鐘酒店等場所。

### 九鐵電氣化工程
隨著香港政府於新界東北開墾土地發展多個新市鎮，為改善鐵路交通方便新市鎮居民往來市區，九廣鐵路（英段）於1970年代末起展開雙綫行車及電氣化工程，同時九廣鐵路局斥資超過5,600萬港元興建九龍塘站以供乘客轉乘地鐵，而九廣鐵路的九龍塘車站亦於1982年5月6日啟用，當中車站大堂則設於九鐵月台下的地底，並設有行人隧道連接地鐵九龍塘站。
在九廣鐵路（英段）電氣化工程期間，九鐵與地鐵曾達成一項協議，在九龍塘站附近建造一條臨時聯絡線，以便將新列車經由修正早期系統運送至九廣鐵路。但是最後方案則改為以貨櫃車運送組裝完成的列車，由九龍灣車廠組裝場前往紅磡貨場，而該隧道亦已預留，但最後並沒有興建。

### 增建沙福道出口
前九鐵於1987年10月增建能直接連接月台跟沙福道的出入口（即現今的G出口），而初時該出入口的開放時間較其他出入口短，直到翌年10月才延長開放時間。

### C出口
於1988年香港城市理工學院施工期間，地鐵興建一條隧道通往達之路及學校，在城市理工學院校舍啟用後獲命名為C出口，當時該出口以帆布作為上蓋，並非採用一般地鐵站的混凝土上蓋，是較罕有的設計。
後來為配合於1993年開始施工的又一城，C出口亦於1995年至1997年期間重建。原本通往香港城市大學的行人隧道改為直通又一城LG1層；而餘下通往地鐵站的隧道則改建為直通又一城MTR層的空調隧道。又一城後來於1998年11月開幕，相關工程亦於1998年底前完成。

### 物業上蓋
1993年時，九鐵曾向城市規劃委員會申請在九龍塘站發展住宅物業，涉及樓面約一百萬方呎，但申請因未能解決交通流量等問題而不獲批准。
其後於1998年，九鐵又計劃於理想酒店向西對開一帶興建三幢13至17層高（包括車站）的寫字樓以及一幢8層高的服務式住宅，基座下會包括九廣東鐵路軌、巴士總站及私人停車場，總樓面約155萬平方呎。不過計劃仍遭城規會否決，原因主要是擔心將來的交通未能配合該項發展，加上樓宇高度太高，與區內低密度僅數層高的住宅規劃有差異，而且部分區內居民亦傾向反對興建高層大廈。

### 九廣東鐵南面大堂及轉乘通道
因應九龍塘站轉車人流一直偏高，因此九鐵及地鐵於2001年8月合作興建全新的轉乘通道，即現時的南面大堂部分，2004年4月15日正式啟用，分別配合兩鐵九龍塘站的改善工程。通道總長約60米，由九廣東鐵月台步行至地鐵站約需90秒，較以前快約半分鐘，紓緩北面大堂的擠迫情況。當局預計會有約3成轉車乘客選用新通道，即約7,000人次，可足以應付未來15年的需求。新通道亦設有多間商店。而擴建計劃除了新設轉乘通道外，九鐵亦增闢一個面積約1,800平方米的新大堂以及在多福道增設新出入口，整項工程耗資約2.8億港元。
而地鐵亦耗資逾1億港元擴建九龍塘站的大堂及提供相關的新設施，包括於近D出口的大堂設置12部出入閘機、1部闊閘機，以及在轉乘通道增設4間商店位置，同時亦為九龍塘站E出口增設一部供乘客使用的地面升降機，連接位於公共交通交匯處上的教育局九龍塘教育服務中心。

### 兩鐵合併

#### 付費區合併
兩鐵付費區於2008年合併後，原本為獨立運作的東鐵綫南、北面大堂及觀塘綫大堂的轉乘通道會被劃入付費區，而連接東鐵綫北面大堂及觀塘綫大堂亦另設一條非付費區通道，但原有觀塘綫大堂的非付費區被分為兩端，故此車站的A、E出口的非付費區、B、C出口及東鐵綫南面大堂的非付費區之間再無法貫通，市民需要途徑地面或入閘往返上述非付費區。

#### 東鐵綫車站月台翻新工程

##### 第一次翻新工程
兩鐵合併後，港鐵為東鐵綫各月台進行翻新工程，以美化殘舊的月台。而九龍塘站東鐵綫月台配色採用與觀塘綫車站部分同樣的 天藍色，主題花為百合，街景為又一城及香港城市大學。
2017年，港鐵將東鐵綫部分車站月台牆紙翻新，棄用車站周邊街景插畫，僅以花卉插畫點綴。
由於車站月台與車站大堂翻新工程並非同一計劃及非同期進行，因此大堂與月台的配色、主題及用料未必相同。

##### 第二次翻新工程
2022年3－5月期間，港鐵因應東鐵綫過海段啟用而於東鐵綫旺角東站至上水站的沿綫車站月台再度進行牆身翻新工程。而九龍塘站已於2022年3月上旬更換牆紙，並換上由區傑棠書寫的新一代站名書法字。

#### 「左落右上」新排隊安排
港鐵曾於2013年在觀塘綫2號月台實施新的「左落右上」上車排隊安排。月台上每道幕門均貼上橙色排隊線標示位置，車站亦有告示及廣播宣傳，而在平日早上及傍晚繁忙時段期間亦有月台助理指導乘客，惟目前改回原有排隊安排。同時，港鐵亦在觀塘綫的2個月台均加設黃線，故車站觀塘綫月台因此成為港鐵系統中較不常見的在月台幕門下設置黃線的月台。

#### 改建南面大堂
2015年，為配合東鐵綫過海段（南北走廊），九龍塘站的東鐵綫南面大堂曾進行改建工程，前身為大堂售票處一帶的空間已改為職員區域。

#### 只落不上
由2016年5月起，觀塘綫2號月台於平日早上繁忙時間試驗新候車安排，在上午8時20－40分期間，列車第八卡改為只供落客，以紓緩於石硤尾站的乘客登車困難情況。

### 事件

#### 廠戶因不滿賠償金額偏低 車站示威達十小時
2000年6月1日，華基工業中心廠戶因不滿賠償金額偏低及限期下周清場，五、六名廠戶先後在九廣東鐵九龍塘車站及上水車站佔據部分月台示威達十小時，有廠戶一度情緒激動試圖跳軌抗議，與數十名警員在月台邊發生推撞，險象環生。受示威影響，警方一度封鎖火車站出入口及部分月台，估計全日有超過十萬名東鐵乘客受影響。

#### 2014年3月香港暴雨
2014年3月30日，香港受低壓槽影響而出現暴雨，而當晚黑色暴雨警告生效期間，毗鄰的又一城商場天幕懷疑被冰雹打穿，導致車站受到暴雨影響，大量雨水湧進東鐵綫露天路軌，東鐵綫服務受影響，要維持有限度服務，並且需一度實施單軌雙程行車。

#### 2019年反修例運動

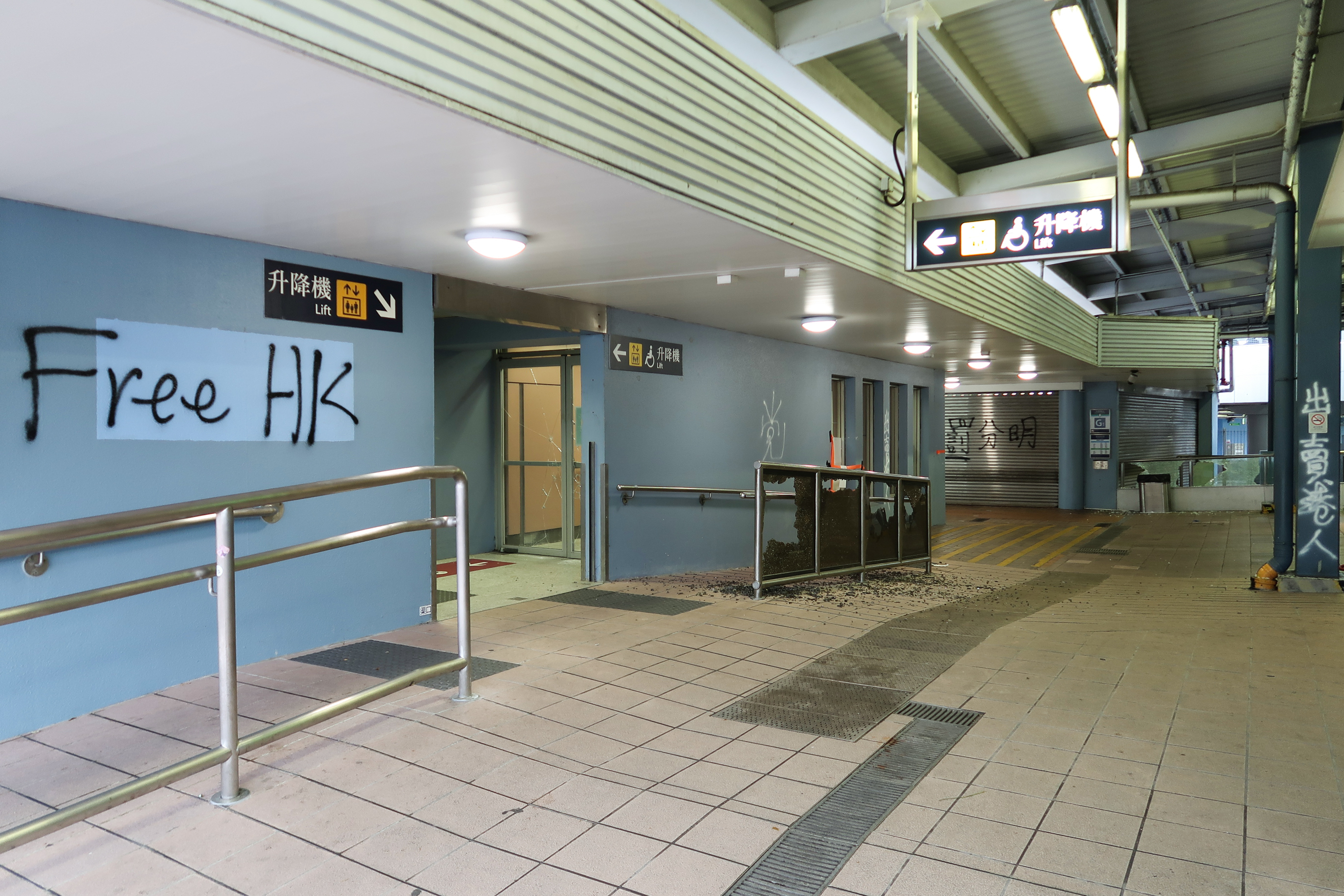
東鐵綫大堂玻璃遭到破壞，牆上寫下對港鐵不滿的字句

- 2019年10月6日，車站玻璃遭到反修例示威者的破壞、鐵閘及升降機遭到硬物破壞，甚至有示威者噴漆塗污並開啟消防喉噴水，並有人在東鐵綫月台路軌上投擲雜物[31]。
- 2019年11月12日，九龍塘站車站設施再遭破壞，東鐵綫路軌遭到縱火，月台控制室的物品亦被燒至燻黑[32]。

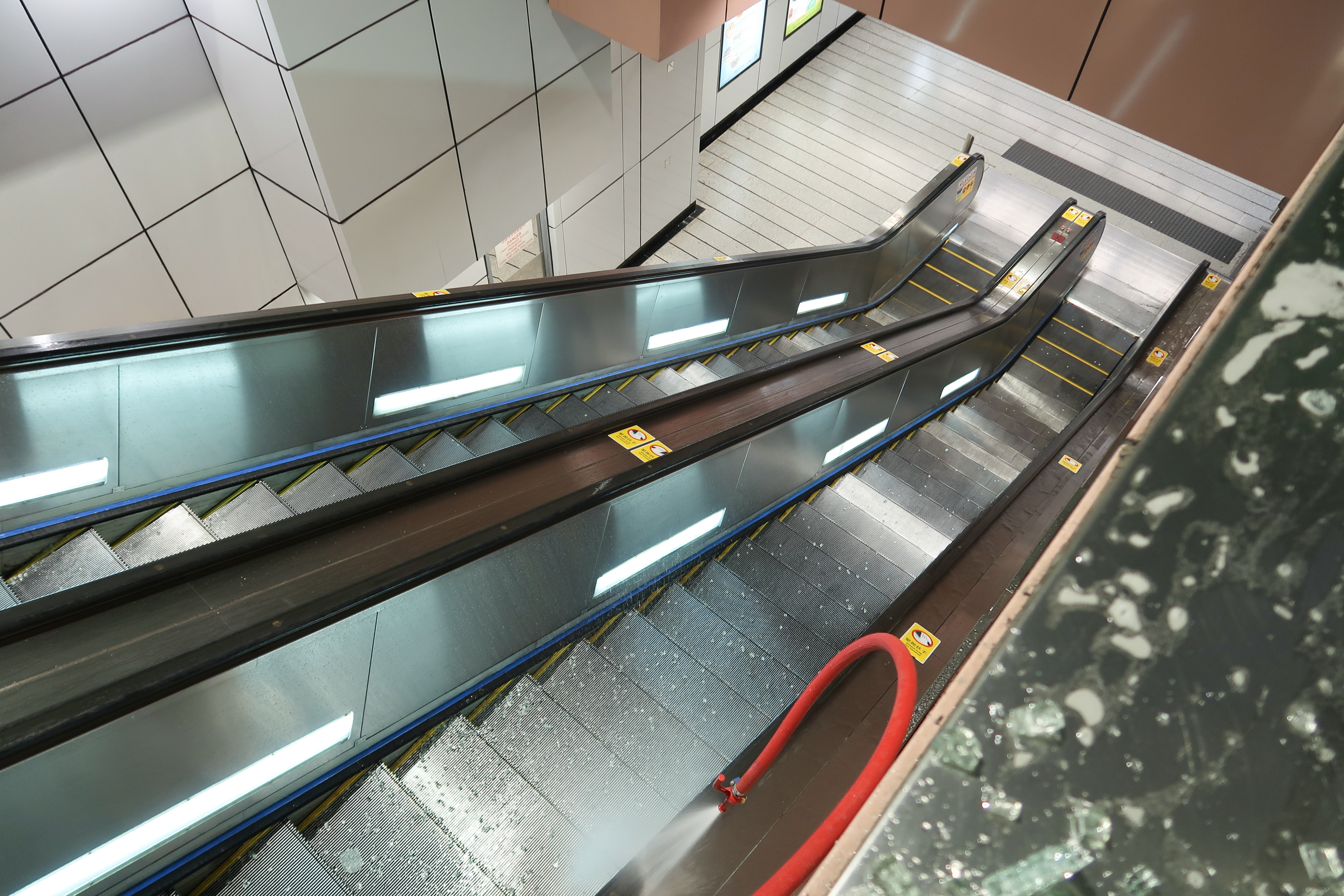
九龍塘站有人開啟消防喉噴水至扶手電梯
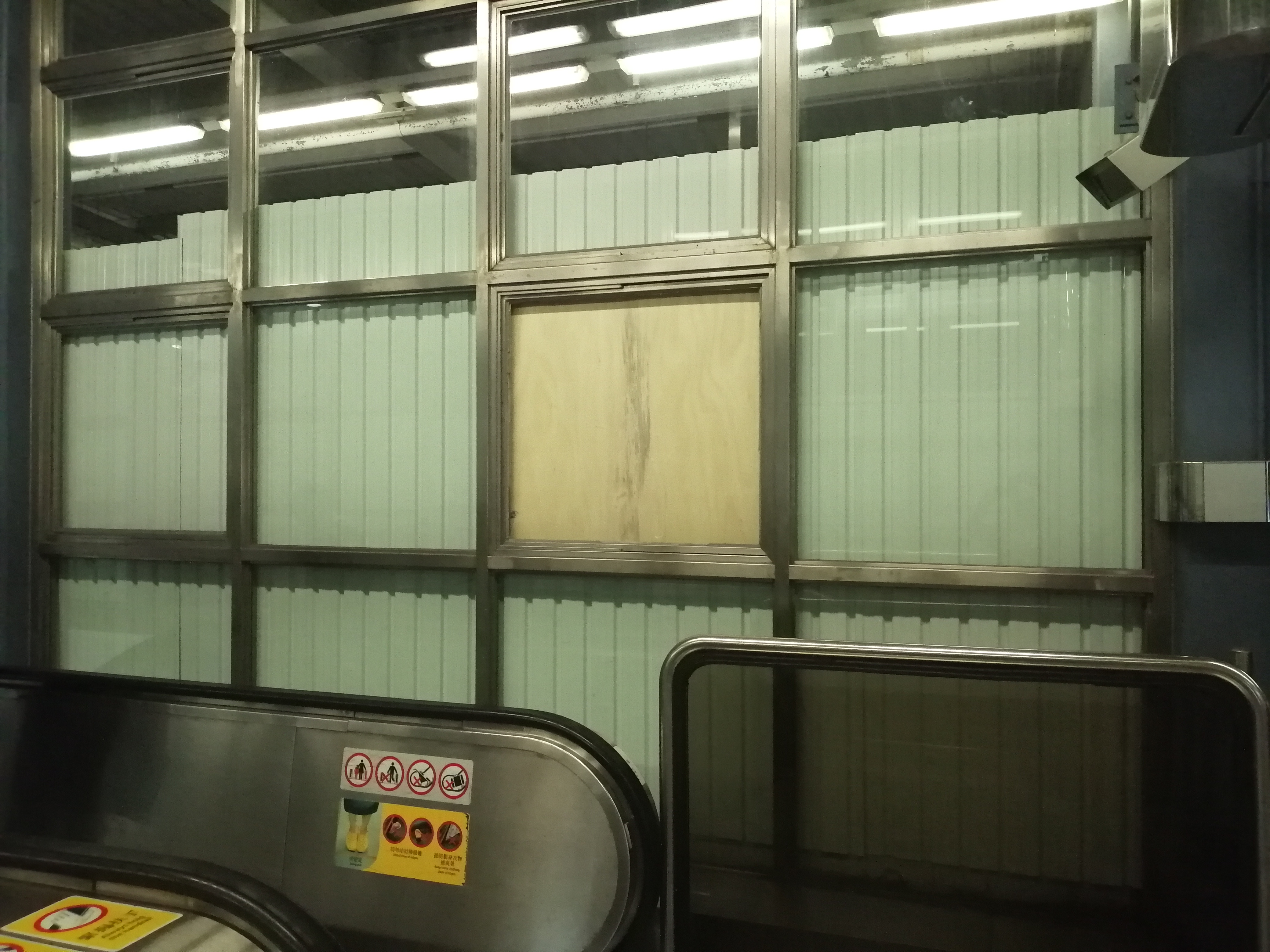
九龍塘站遭到破壞的玻璃
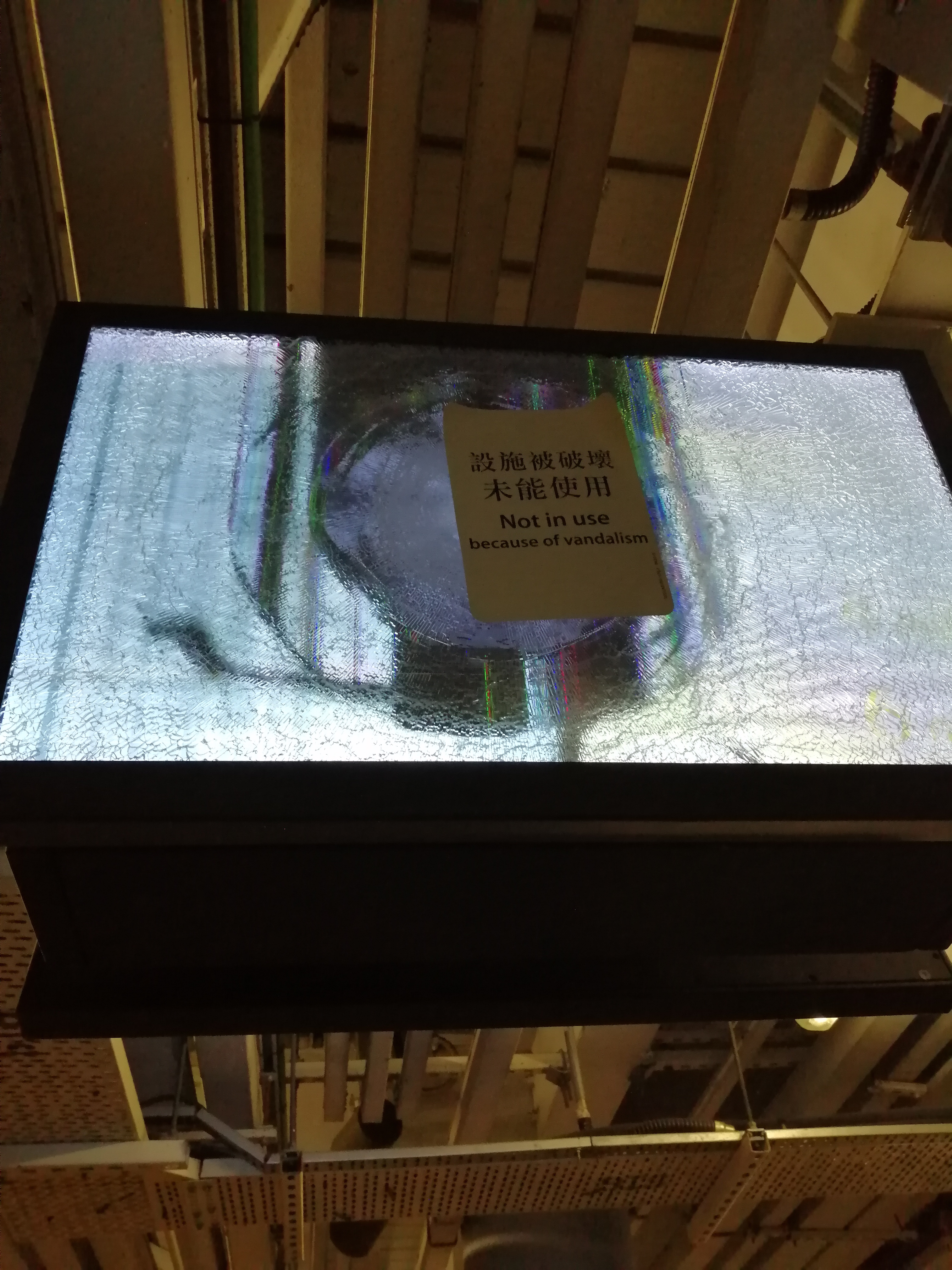
九龍塘站遭到破壞的顯示屏
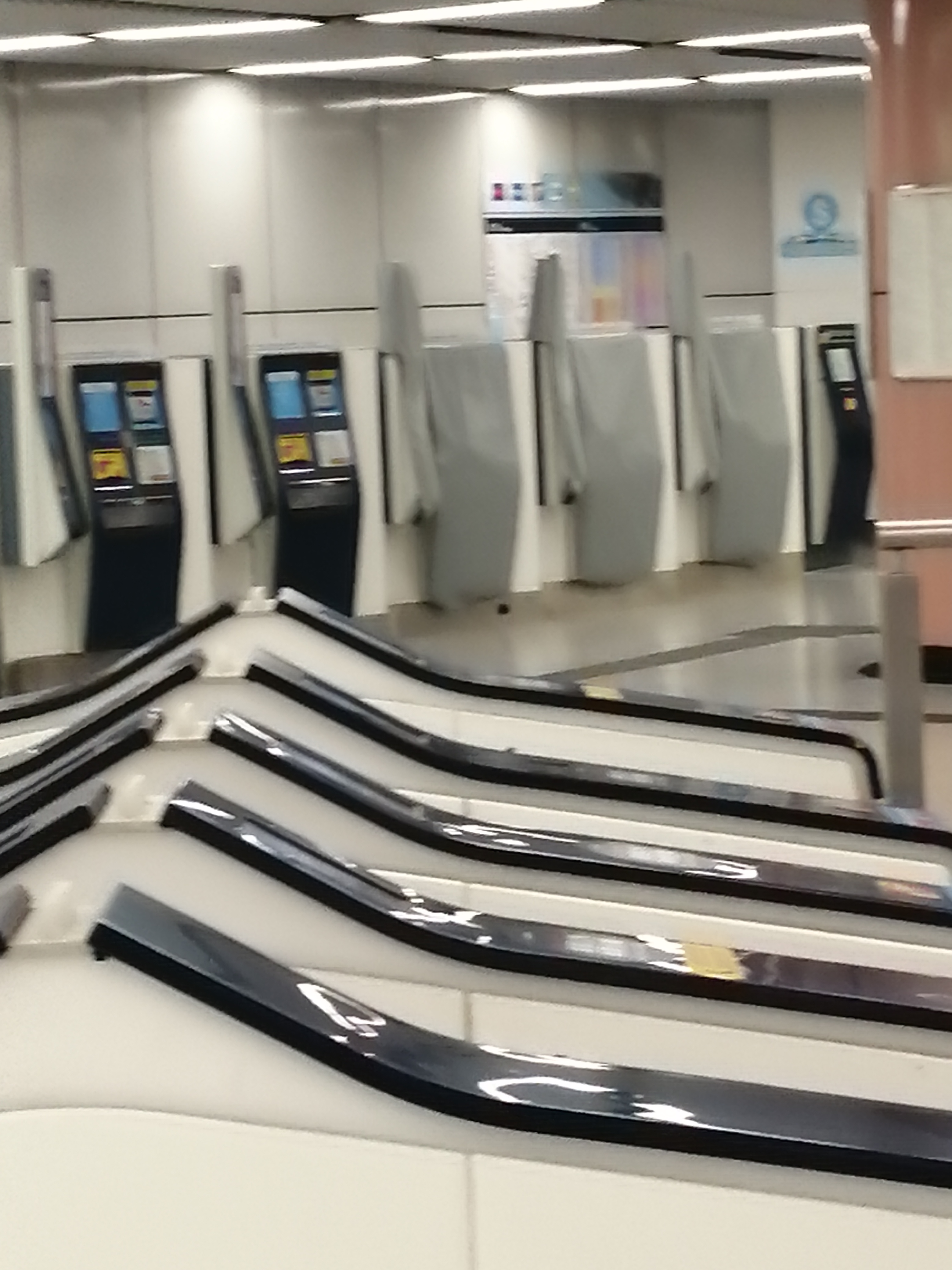
九龍塘站遭到破壞的售票機

## 未來發展
根據《2022年度香港行政長官施政報告》，政府計劃興建中鐵綫以連接北環綫至市區的路段，其中中鐵綫在市區的終點站預定設於九龍塘站旁邊的歌和老街公園地底。

### 引用
1. 1 2 3 4   (PDF). 港鐵公司.   [2020-02-20]. （原始内容存档 (PDF)于2020-07-19）.
2. ↑  .   [2014-09-10]. （原始内容存档于2020-07-02）.
3. 1 2 3  港鐵公司. . 港鐵公司. 2010-02.
4. ↑  . 港鐵. 港鐵公司.   [2020年2月29日]. （原始内容存档于2020年2月21日） （中文（繁體））.
5. ↑  . 港鐵網頁. 港鐵公司.   [2008-11-23]. （原始内容存档于2009-03-03） （中文（繁體））.
6. ↑  . 港鐵網頁. 港鐵公司.   [2008-11-23]. （原始内容存档于2009-07-08） （中文（繁體））.
7. ↑  . 港鐵網頁. 港鐵公司.   [2016-09-26]. （原始内容存档于2016-08-26） （中文（繁體））.
8. ↑  .   [2022-07-22]. （原始内容存档于2022-07-22）.
9. ↑  . 香港商報. 2004-04-15 （繁体中文）.
10. ↑  . 港鐵.   [2020-02-15]. （原始内容存档于2014-11-10）.
11. ↑  . am730. 2021-06-25  [2021-11-15]. （原始内容存档于2021-06-28）.
12. 1 2  . 明報. 2008-09-30: A18 （中文（繁體））.
13. ↑  . 東方日報. 2009-08-13  [2009-08-19]. （原始内容存档于2021-03-23） （中文（繁體））.
14. ↑  . 香港經濟日報. 2021-10-04  [2021-11-15]. （原始内容存档于2021-11-15）.
15. ↑  . 大公報. 1979-08-23.
16. ↑  地鐵公司. . 地鐵公司. 1979 （繁体中文）.
17. ↑  彭志銘. . 次文化堂. 2007: 77. ISBN 9789629921613 （中文（香港））.
18. ↑  . 香港工商日報. 1982-05-05.
19. ↑  . 華僑日報. 1982-05-05.
20. ↑  Philips, Robert J. . The Urban Council. 1990 （英语）.
21. ↑  . 華僑日報. 1988-10-01.
22. ↑  文匯報：九龍塘站重建再遭否決 1998年12月15日
23. ↑  . 明報. 2004-04-15 （繁体中文）.
24. ↑  . 星島日報. 2022-03-01  [2022-03-27]. （原始内容存档于2022-03-08）.
25. ↑  . Topick. 2022-03-02  [2022-03-27]. （原始内容存档于2022-03-08）.
26. ↑  . 大公報. 2022-03-18.[]
27. ↑  . 東方日報.   [2022-03-26] （中文（香港））.
28. ↑  . topick.hket.com.   [2022-03-26]. （原始内容存档于2022-03-26）.
29. ↑  不滿收地賠償 擾攘達10小時 80廠戶闖火車站圖跳軌 《蘋果日報》 2000年6月2日
30. ↑  .   [2014-03-30]. （原始内容存档于2020-12-09）.
31. ↑  . 頭條日報. 2019-10-06  [2020-02-03]. （原始内容存档于2021-09-21）.
32. ↑  . 香港01. 2019-11-13  [2020-02-02]. （原始内容存档于2021-03-23）.
33. ↑  . now新聞. 2022-10-19.

## 外部連結
- 港鐵公司－九龍塘站街道圖 （页面存档备份，存于）
- 港鐵公司－九龍塘站位置圖 （页面存档备份，存于）
- 港鐵公司－九龍塘站列車服務時間（页面存档备份，存于）